# هجوم هار أدار 2017
هجوم هار أدار 2017 هو هجوم وقع في صباح يوم 26 سبتمبر 2017، عندما أطلق مسلح فلسطيني النار على قوات الأمن الإسرائيلية عند بوابة مدخل هار أدار، وهي مستوطنة إسرائيلية وتجمع سكني حدودي غني في القدس يقع إلى حد كبير على الجانب الآخر من الخط الأخضر داخل الضفة الغربية. قُتل ثلاثة من حراس الأمن الإسرائيليين وأصيب آخر. بينما قُتل المسلح برصاص الحراس الآخرين. ووصفت السلطات الإسرائيلية الهجوم بأنه «عمل إرهابي».

## خلفية تاريخية
بُنيت هار أدار في البداية بجوار الخط الأخضر ولكنها توسعت بعد ذلك عقب حرب 1967 وتقع حالياً إلى حد كبير داخل الضفة الغربية. ويدخلها يومياً مائتي عامل فلسطيني عبر البوابة التي وقع عندها الهجوم. يحمل حوالي 100 ألف فلسطيني تصاريح تسمح لهم بالعمل في إسرائيل وداخل المستوطنات الإسرائيلية، معظمهم عمالة يدوية.

## الهجوم
وقع الهجوم عندما اقترب المسلح من مدخل هار أدار الذي يحرسه شرطي حدود واثنين من حراس الأمن المدنيين. قُتل شرطي حرس الحدود سليمان غافريا (20 عاماً) من بئر يعقوب، كما قُتل حارسا الأمن المدنيان يوسف عثمان (25 عاماً) من أبو غوش وأور عريش (25 عاماً) من هار أدار. وأصيب رجل رابع، وهو ضابط الأمن المدني في هار أدار. وأُطلق النار على المهاجم وقُتل.
اقترب ناشطان من «محسوم ووتش» من الحاجز قبل الهجوم، فغادر غافريا الحاجز وطلب منهما الابتعاد. وأفادت الشرطة أن أحدهما قال لغافريا الإثيوبية الأصل «أنت عار»، وهو ما نفاه الناشط فيما بعد. ولدى عودة غافريا إلى موقعه بدأ المهاجم بإطلاق النار.

## المنفذ
منفذ الهجوم هو نمر محمود أحمد جمل، 37 عاماً، وأب لأربعة أطفال، وهو من قرية بيت سوريك المجاورة. وكان يحمل رخصة للعمل في المستوطنات الإسرائيلية. نشر جمال منشوراً على فيسبوك، قبل الهجوم مباشرة، قال فيه إنه «لا يخاف إلا الله».
هدم الجيش الإسرائيلي منزل جمل في بيت سوريك في 15 نوفمبر 2017.

## ردود الفعل الدبلوماسية

### محلياً
- ألقى رئيس الوزراء الإسرائيلي بنيامين نتنياهو باللائمة على التحريض الفلسطيني في هجوم إطلاق النار.[10]
- باركت حماس العملية ووصفت الهجوم بأنه «فصل جديد من انتفاضة القدس».[11]
- وصفت صفحة فتح الرسمية على فيسبوك المهاجم بـ«الشهيد».[12]

### المنظمات الدولية
- : أدان الاتحاد الأوروبي الهجوم، قائلاً إن محاولات حماس لتمجيد الهجوم أمر يستحق الإدانة.[12] «لا يمكن أن يكون هناك أي مبرر لمثل هذه الجريمة، ومحاولات حماس لتمجيد الهجوم أمر يستحق الإدانة. إن العنف والإرهاب لن يؤدي إلا إلى المزيد من الخسارة والألم، ويجب أن يتوقفا».[13]
- قال منسق الأمم المتحدة الخاص لعملية السلام في الشرق الأوسط، نيكولاي ملادينوف، في بيان: «من المؤسف أن تواصل حماس وآخرون مباركة مثل هذه الهجمات، التي تقوض إمكانية تحقيق مستقبل سلمي لكل من الفلسطينيين والإسرائيليين. أحث الجميع لإدانة العنف والوقوف في وجه الإرهاب».[14]

### دولياً
- أدان السفير الفرنسي لدى إسرائيل هيلين لوغال ووزارة الخارجية الفرنسية الهجوم، وأرسلا تعازيهما للضحايا، وقالا إن فرنسا ستقف دائماً إلى جانب حق إسرائيل في السلام والأمن.[14]
- أصدرت سفارة الولايات المتحدة في تل أبيب والقنصلية الأمريكية العامة في القدس بياناً مشتركاً يدين الهجوم. وتتعامل السفارة في تل أبيب مع الحكومة الإسرائيلية، بينما تتعامل القنصلية في القدس مع السلطة الفلسطينية.[15] «إننا ندين بأشد العبارات الممكنة الهجوم المروع الذي وقع اليوم في هار أدار. كما ندين التصريحات التي تمجد الإرهاب وندعو الجميع إلى إرسال رسالة واضحة مفادها أنه لا ينبغي التسامح مطلقاً مع الإرهاب».[16]